# Валиховский переулок
Валиховский переулок — улица в Одессе, в историческом центре города, связывает спуск Маринеско с улицей Пастера.

## История
Назван в честь одесского биржевого маклера, крупного предпринимателя, члена Одесского коммерческого суда Леопольда Валлиха. На улице находились принадлежащие ему хлебные магазины. Некоторое время назывался Медицинским.
В советские времена носил имя Наримана Нариманова.

## Достопримечательности

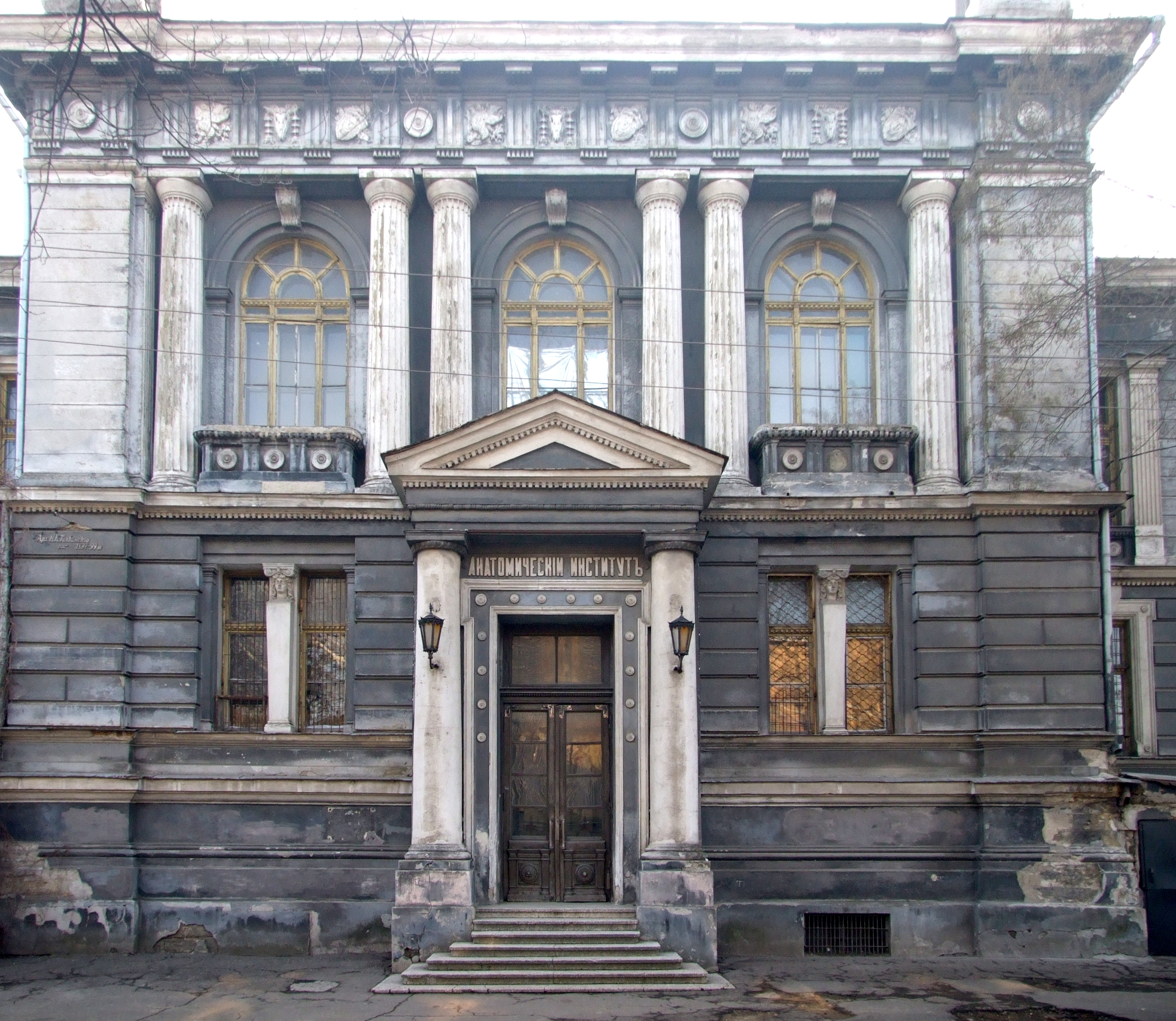
Анатомический институт

В переулке строили знаменитые одесские архитекторы — Толвинский Н. К., Ландесман С. А., Меснер Э. Я., Бернардацци А. И., Дмитренко Ю. М., Нестурх Ф. П., Дмитриев Н. П.
д. 2 — Одесский национальный медицинский университет

## Переулок в литературе и кинематографии
Вокально-хореографический номер «Налётчики» из пьесы Льва Славина «Интервенция» и одноимённого кинофильма режиссёра Геннадия Полоки.